# Frackwoche

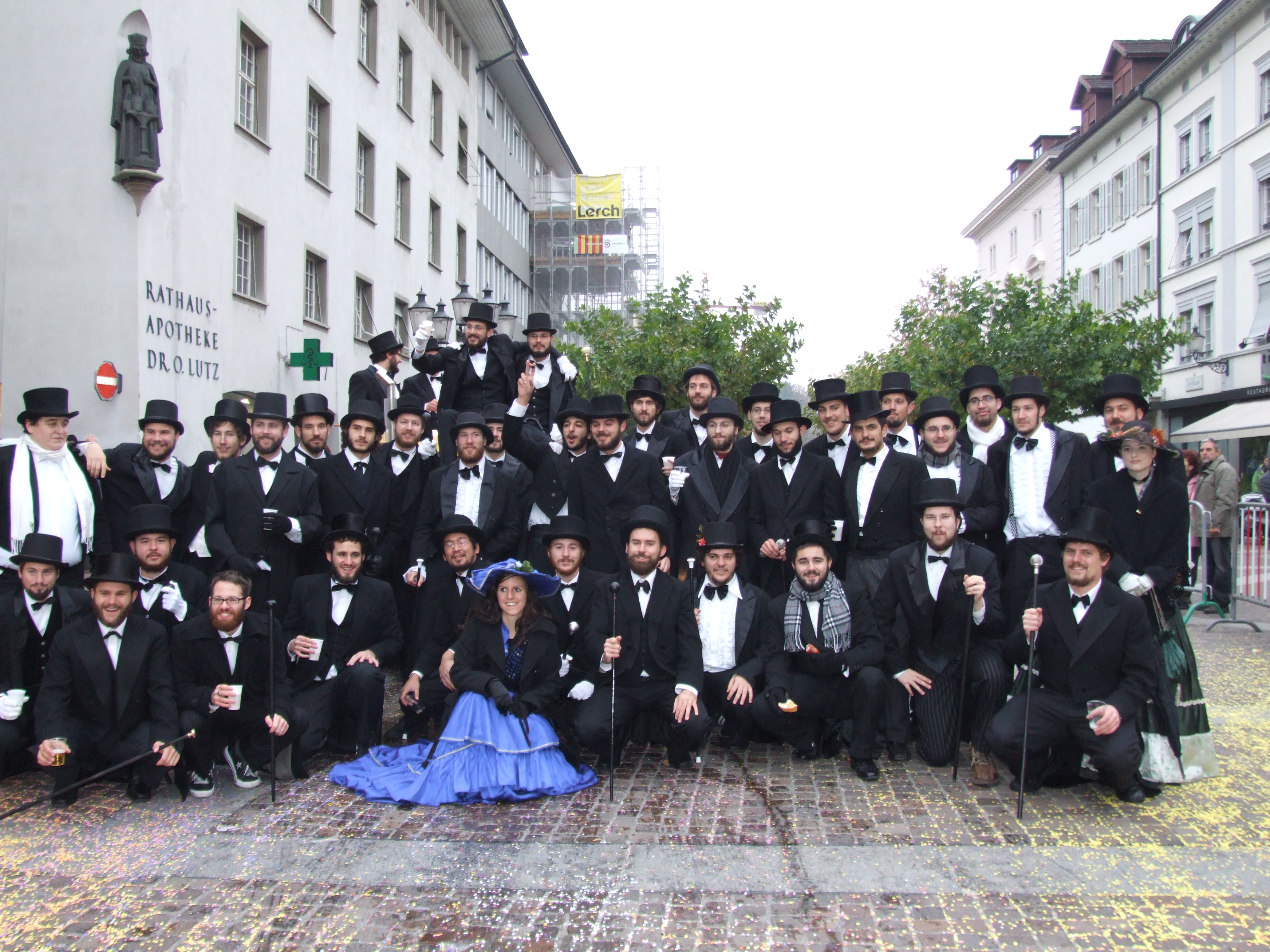
Einige Diplomanden der Frackwoche 08

Die Frackwoche ist ein alljährlich durchgeführter Anlass der Absolventen des ehemaligen Technikum Winterthur, das heute als eigenes Departement der Zürcher Hochschule für Angewandte Wissenschaften geführt wird. Im Rahmen dieses Anlassens lassen sich alle (männlichen) Absolventen während 100 Tagen einen Bart wachsen und kleiden sich in der Woche vor der Diplomübergabe ausschliesslich im Frack.

## Geschichte
Der Ursprung der Frackwoche reicht bis ins Jahr 1925 zurück. Damals kam der Grossteil der Schüler direkt aus der Sekundarschule und schloss demnach im Alter von etwa 19 Jahren die Schule ab. Sie demonstrierten mit Bart- und Fracktragen ihre neue Zugehörigkeit zur Erwachsenenwelt.
Während des Zweiten Weltkriegs wurde die Frackwoche ausgesetzt. Erst um 1950 wurde sie wieder eingeführt. Nach Abschluss der Schule haben Absolventen Streiche gespielt, die mitunter auch zu weit gingen. Die Schulleitung ermöglichte mit Einführung der Frackwoche, das Risiko von Faxen auf eine Woche zu reduzieren. Verschiedene Traditionen entstanden später nach und nach, z. B. dass sich Absolventen zum Barttragen in einem Bartvertrag bekannten. Einige Jahre lang gehörte es sich auch, dass einmal in dieser Woche ein Ausflug nach Zürich ins Niederdorf im Gepäckwagen der SBB unternommen wurde. Der Unterricht der jüngeren Klassen wurde morgens durch Barrikaden oder Entfernen der Stühle verunmöglicht. Aus dem Maschinenbau entstand die Idee, mit innovativen und ungewöhnlichen Gefährten am sogenannten Frackumzug durch die Winterthurer Altstadt zu fahren. Das Fracktragen während dieser Woche ist noch immer Pflicht.

## Frackwoche Heute
Inzwischen hat sich die Schulleitung zur Frackwoche bekannt – setzt jedoch einige Spielregeln, damit sich die Festivitäten in einem vertretbaren Rahmen halten. Als Beispiel müssen die Barrikaden beim Beginn der 3. Lektion am Morgen wieder entfernt sein. Während der Frackwoche findet im ehemaligen Technikum Winterthur eine interne Party statt. Es wird dabei nahezu 24 Stunden am Tag Bier ausgeschenkt und an den Abenden treten verschiedene Bands auf.
Durch die Umstellung des Schulkalenders mit dem Bachelor/Master-System war die Frackwoche bedroht. Die letzte reguläre Frackwoche im Herbst fand vom 27. Oktober bis 1. November 2008 statt.
Seit dem Jahr 2009 schneidet sich die Diplomarbeitzeit nicht mehr mit dem neuen Semester, die Diplomarbeit wird bereits im regulären Semester abgeschlossen. Die Frackwoche findet seither in der letzten Woche des Frühlingssemesters (Ende Mai) statt und dauert nur noch 3,5 Tage anstatt wie bisher 4,5 Tage. Am Tag der Nacht der Technik präsentieren sich die Absolventen zum letzten Mal im Frack. Zuerst fahren die Absolventen mit ihren abenteuerlichen Fahrzeugen am Frackumzug durch die Altstadt von Winterthur. Anschliessend werden die Bachelor-Arbeiten auf dem ZHAW Campus der Öffentlichkeit vorgestellt und als krönender Abschluss findet das "BartAb" Event statt, bei dem der obligatorische Bart der männlichen Frackträger von freiwilligen Studentinnen der Abteilung Gesundheit (seit 2007) rasiert wird.